# Bejt Še'arim
Bejt Še'arim (hebrejsky בֵּית שְׁעָרִים‎, doslova „Dům bran“, anglicky Beit She'arim) je starověké židovské město a současný národní park v Izraeli, v Severním distriktu, situovaný na pomezí Jizre'elského údolí a pahorků Dolní Galileje.
Leží cca na jižním okraji města Kirjat Tiv'on nedaleko vesnice Bejt Zaid, přibližně 75 km severovýchodně od centra Tel Avivu a  17 km jihovýchodně od centra Haify.

## Starověký Bejt Še'arim

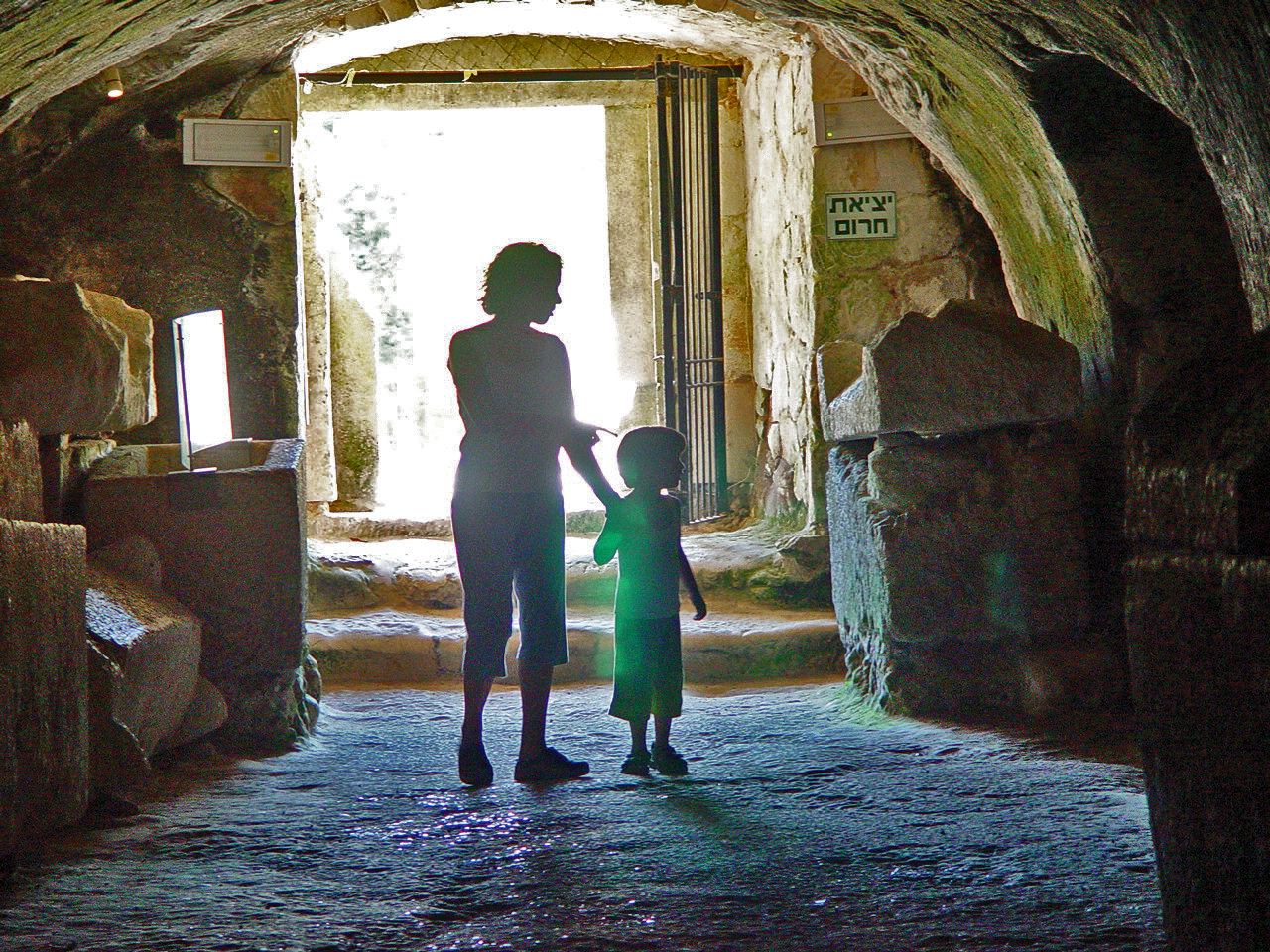
Interiér katakomb v Bejt Še'arim

Ve starověku se v těchto místech rozkládalo židovské město Bejt Še'arim (v řeckých pramenech nazývané Besara), založené v 1. století př. n. l. za vlády Heroda Velikého.
Bejt Še'arim dosáhlo vrcholného rozmachu v době Talmudu a Mišny, ve 2. - 4. století našeho letopočtu, kdy sem nasi a rabín Jehuda ha-Nasi přestěhoval své sídlo a Sanhedrin (židovskou radu) (cca roky 170–207). Tím se Bejt Še'arim stalo centrem židovského života. Když Jehuda ha-Nasi asi roku 224 zemřel v nedalekém Cipori, nechal se pohřbít zde, což vedlo k tomu, že všichni bohatí Židé ze země izraelské i z okolních zemí tu chtěli být pohřbeni také. Pod městem proto vyrostl ve zdejším skalnatém podloží systém katakomb s honosnými hrobkami. Ty se dochovaly do současnosti a obsahují cenné ornamenty s židovskou symbolikou a s nápisy v různých jazycích, nejvíce v řečtině.
Město bylo zničeno ohněm roku 352, během revolty proti tehdejšímu římskému konzulovi Gallovi. Potom město postupně upadalo a bylo opuštěno v 7. století, v době příchodu Arabů.

## Pozdější dějiny

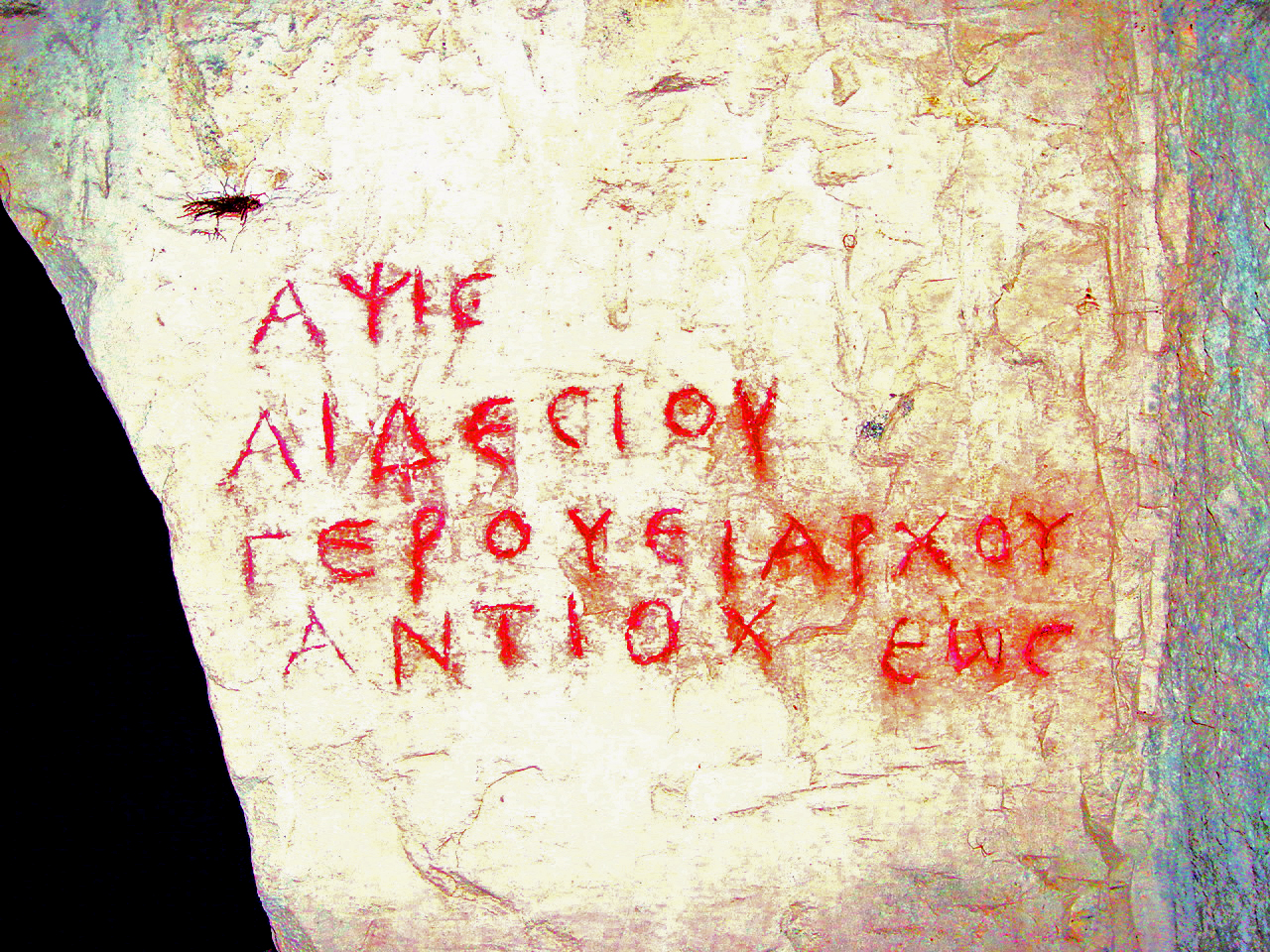
Řecký nápis v katakombách v Bejt Še'arim

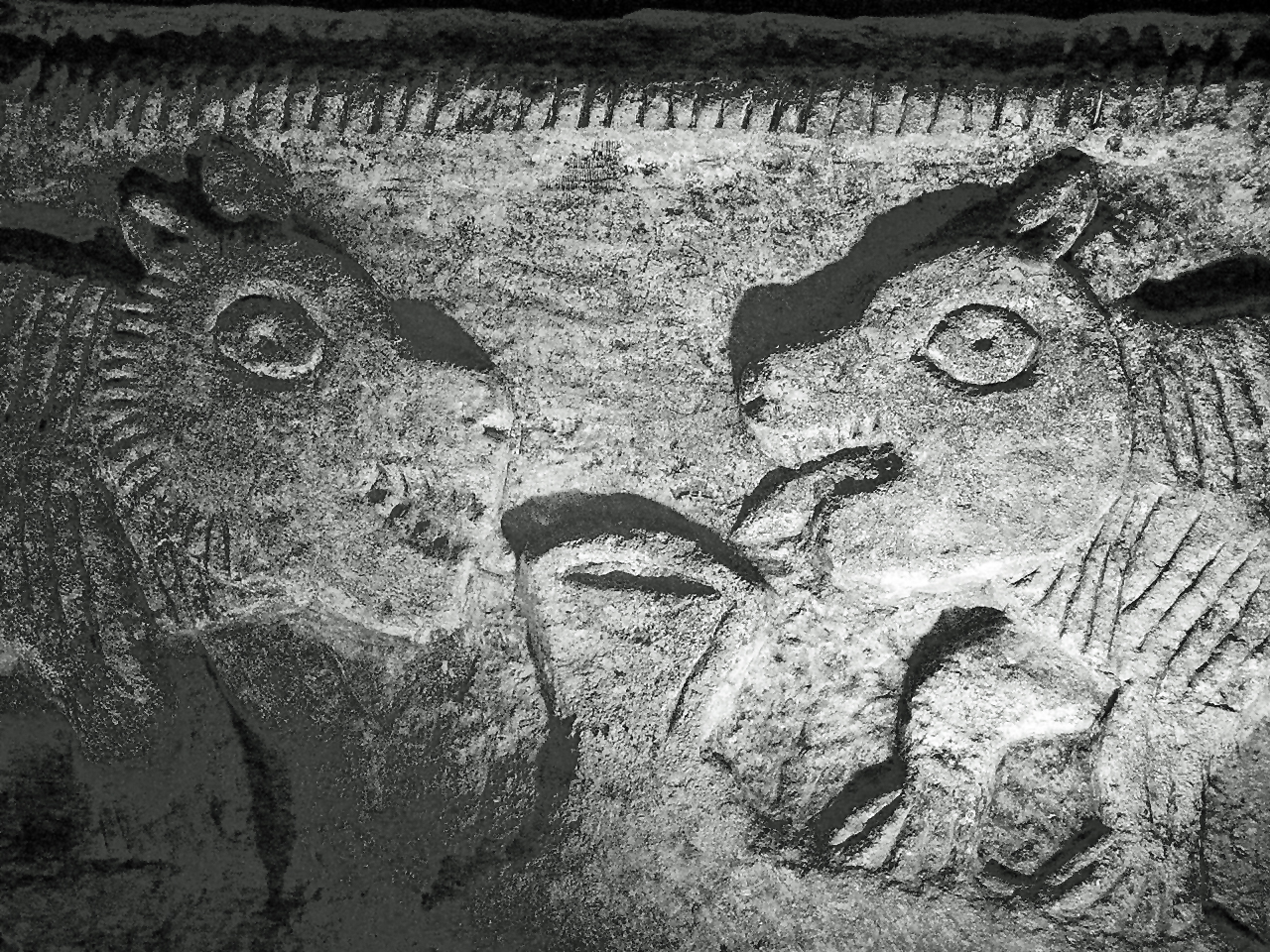
Reliéf na jedné hrobce

Arabové lokalitu nazývali Šejch Abrik a pod tímto názvem zde v 19. století existovala arabská vesnice. Okolní pozemky ve 20. letech 20. století získal Židovský národní fond. Nachází se zde hrob muslimského šejka.
V roce 1926 se v této oblasti usadil Alexander Zaid - sionistický průkopník a objevil zdejší systém jeskyň a hrobů. Následoval archeologický průzkum a zpřístupnění lokality. Alexander Zaid byl roku 1938 zabit Araby a je poblíž starověkého Bejt Še'arim pohřben. Zaidův hrob je doplněn jeho sochou.

## Archeologie
Proběhly tu rozsáhlé vykopávky pod vedením B. Mazara (1936-40, 1956-59) a N. Avigada (1953-55).
Jeskyně č. 20
Je největší místní pohřební systém. Jde o sál dlouhý 50 metrů, z něhož na obě strany vedou vchody do sarkofágů, kterých tu bylo objeveno asi 130.
Jeskyně rabiho Jehudy ha-Nasiho (č. 14)
Je zde pohřben mimo jiné Jehuda ha-Nasi se ženou. Na zdi jsou hebrejské nápisy se jmény jejich synů - r. Gamliela a r. Šimona.